# Mohamed Muizzu

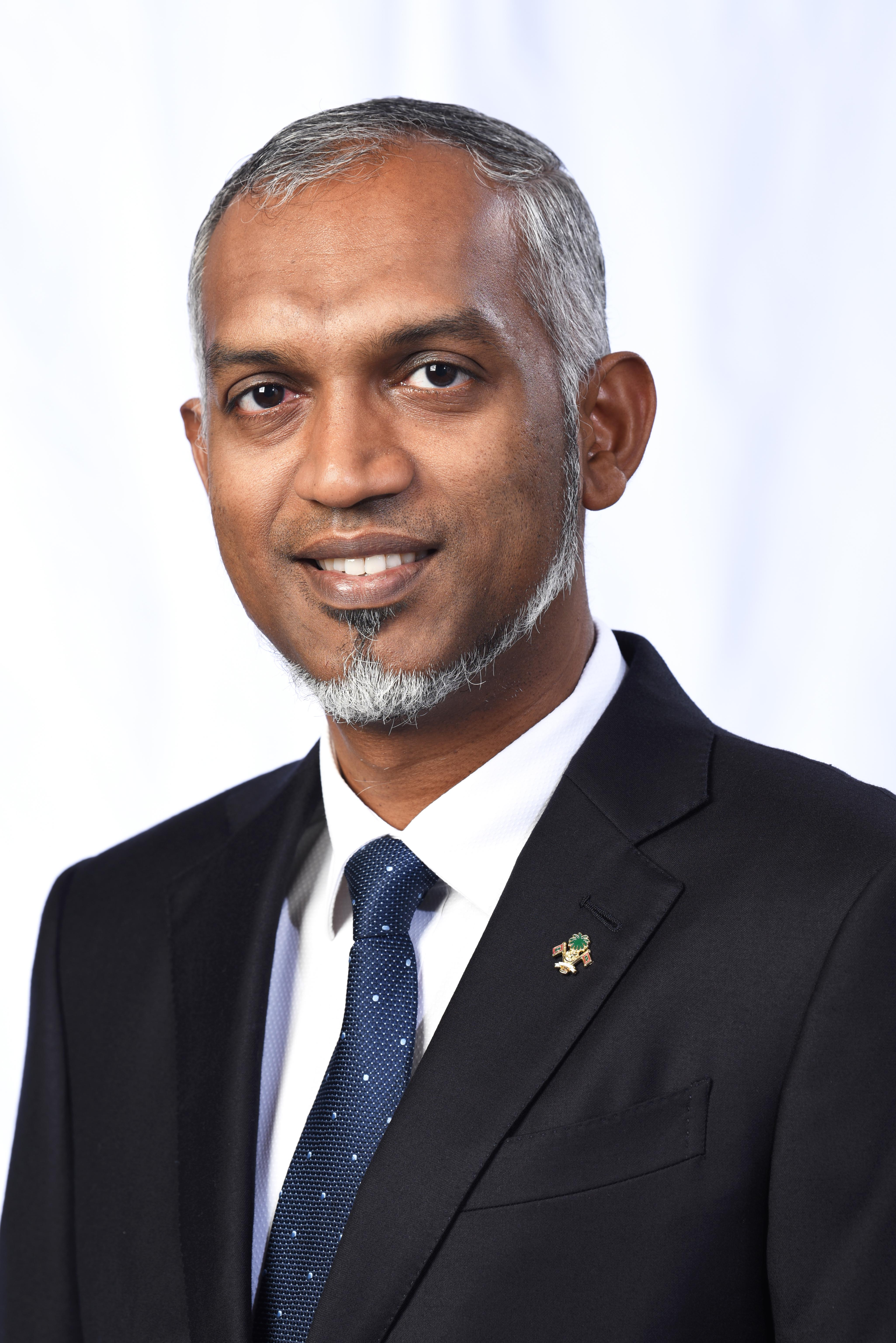
Mohamed Muizzu (2023)

Mohamed Muizzu (Dhivehi މުޙައްމަދު މުޢިއްޒު; * 15. Juni 1978 in Malé) ist ein maledivischer Politiker und seit 2023 Präsident der Malediven. Als Kandidat der rechten Partei People’s National Congress gewann er im September 2023 in der Stichwahl die Präsidentschaftswahl gegen den Amtsinhaber Ibrahim Mohamed Solih. Von 2012 bis 2018 war er Infrastrukturminister der Malediven.

## Ausbildung und Beruf
Nach seinem Bachelor- und Master-Abschluss in Bauingenieurwesen an der University of London promovierte er an der University of Leeds in Bauingenieurwesen. Danach arbeitete er in der Privatwirtschaft als Ingenieur in einer Führungsposition.

## Politische Karriere

### Überblick
Muizzu war Mitglied verschiedener Parteien, die alle rechts und islamisch-konservativ sind: der Adhaalath Party (AP), der Maldives Development Alliance (MDA), der Progressive Party of Maldives (PPM) und seit deren Aufspaltung der People’s National Congress (PNC).
Im Februar 2012 wurde er in der Regierung Waheed zum Minister für Wohnungsbau und Umwelt ernannt. Drei Monate später wurde er im Rahmen einer Umstrukturierung zum Minister für Wohnungsbau und Infrastruktur. Von Abdulla Yameen wurde Muizzu nach dessen Wahl zum Präsidenten im Jahr 2013 als Minister behalten. In seiner fünfjährigen Amtszeit hat Muizzu große Infrastrukturprojekte verwirklicht: Der Bau der Sinamalé-Brücke, die die Hauptstadt Malé über den internationalen Flughafen Velana auf Hulhulé mit der geplanten neuen Stadt Hulhumalé verbindet, wurde von Muizzu und seinem Team geleitet, ebenso der Strand von Rasfannu, die König-Salman-Moschee und die Umgestaltung des Sultansparks. Einige Projekte wurden teilweise mit Mitteln der chinesischen Infrastrukturinitiative Neue Seidenstraße finanziert. Muizzu strebt engere Beziehungen der Malediven zur Volksrepublik China statt wie bisher zu Indien an.
Im Jahr 2019 übernahm Muizzu das Amt des stellvertretenden Vorsitzenden der PPM und leitete die Abteilung „Wahlen“.
2021 gewann er die Wahl zum Bürgermeister von Malé gegen seinen Vorgänger.

### Präsidentschaft
Muizzu gilt als pro-chinesisch. Sein Wahlkampf-Slogan für die Präsidentschaftswahl 2023 lautete "Indien raus". Dieses Wahlversprechen setzte er im Januar 2024 auch um und forderte die indische Regierung auf, ihre Militärpräsenz im Land zu beenden. Bei einem Treffen mit Xi Jinping in Fuzhou bezeichnete er China als engsten Verbündeten und Entwicklungspartner der Malediven. Entgegen der Tradition vorheriger Präsidenten, zuerst nach Indien zu reisen, flog er stattdessen für seine erste offizielle Auslandsreise nach Ankara in die Türkei. Er steht dem Kabinett Muizzu vor.